# (523646) 2010 VL201
(523646) 2010 VL201 est un objet transneptunien en résonance 3:4 avec Neptune mesurant environ 265 km de diamètre.